# ماه‌فیروز سلطان
ماه‌فیروز سلطان با نام کامل ماه‌فیروز خدیجه سلطان (به ترکی استانبولی: Mahfiruz Hatice Sultan؛ زادهٔ ۱۵۹۰ – درگذشتهٔ ۲۸ اکتبر۱۶۲۰) با نام اصلی هانسورت بیکچ، اولین خاصگی سلطان احمد یکم و والده سلطان عثمان دوم بود. ماه‌فیروز به معنای «ماه درخشان» یا «زیبای موردپسند» است، او صاحب چهار فرزند پسر شد، که از میان آن‌ها عثمان دوم به سلطنت رسید.

## زندگی‌نامه

### اصل و نسب
اگرچه ملیت، خانواده و اصل و نسب او چندان مشخص نیست، اما برخی منابع ادعا می‌کنند که او با نام اصلی هانسورت بیکچ، اصالتاً چرکسی بوده است.

### خاصگی سلطان
او احتمالاً در ۱۶۰۳ با احمد یکم، فرزند محمد سوم ازدواج کرد و ماه‌فیروز نامیده شد. او در ۳ نوامبر ۱۶۰۴ اولین فرزندش عثمان دوم را به‌دنیا آورد. ماه‌فیروز پس از تولد پسرش به‌عنوان اولین خاصگی سلطان احمد یکم منصوب شد. او پس از این‌که صفیه سلطان (مادربزرگ احمد یکم) به کاخ قدیمی فرستاده شد و خندان سلطان (مادر احمد یکم) در سنین جوانی درگذشت، قدرتمندترین زن حرم‌سرا شد.

### والده سلطان
احمد یکم در شب ۲۱ تا ۲۲ نوامبر ۱۶۱۷ درگذشت و چون پسرش عثمان دوم هنوز خردسال بود، برادرش مصطفی یکم جانشین وی شد. هر چند مصطفی یکم با بیان این‌که علاقه‌ای به امور کشوری ندارد، مایل نبود تا سلطنت بپذیرد، اما این وضعیت مورد توجه مقامات دولتی قرار نگرفت، ولی مصطفی یکم واقعاً به مسائل کشور اهمیت نمی‌داد و می‌خواست تا امور کشورش را به افراد شایسته واگذار کند. سرانجام او در ۲۶ فوریه ۱۶۱۸، ۹۶ روز پس از به تخت نشستنش، از سلطنت خلع شد. سپس عثمان دوم در سن ۱۴ سالگی به سلطنت رسید و ماه‌فیروز به مقام والده سلطان مفتخر شد. عاقبت ماه‌فیروز سلطان در ۲۸ اکتبر ۱۶۲۰ بر اثر بیماری درگذشت. او هنگام مرگ ۳۰ سال بیشتر نداشت.

## خانواده

### همسر
- سلطان احمد یکم (تولد ۹ مه ۱۵۸۸ مانیسا – درگذشته ۲۲ نوامبر ۱۶۱۷ استانبول، در مقبرهٔ احمد یکم در مسجد آبی دفن شد)

### فرزندان
- سلطان عثمان دوم (۳ نوامبر ۱۶۰۴ استانبول – اعدام توسط ینی‌چری ۲۰ مه ۱۶۲۲ استانبول، در مقبرهٔ احمد یکم در مسجد آبی دفن شد)
- خدیجه سلطان (۱۶۰۸ استانبول – ۱۶۱۲ استانبول، در مقبرهٔ احمد یکم در مسجد آبی دفن شد)
- شاهزاده بایزید (۱۶۱۲ استانبول – اعدام توسط مراد چهارم ۲۷ ژوئیه ۱۶۳۵ استانبول، در مقبرهٔ احمد یکم در مسجد آبی دفن شد)
- شاهزاده سلیمان (تولد ۱۶۱۳ استانبول – اعدام ۲۷ ژوئیه ۱۶۳۵ استانبول، در مقبرهٔ احمد یکم در مسجد آبی دفن شد)
- شاهزاده حسین (۱۴ نوامبر ۱۶۱۴ استانبول – ۱۶۱۸ استانبول، در مقبرهٔ احمد یکم در مسجد آبی دفن شد)

## در فرهنگ عامه
- در فیلم ماه‌پیکر محصول سال ۲۰۱۰، شخصیت ماه‌فیروز توسط بازیگر ترک اویکو چلیک به تصویر کشیده شد.
- در سریال سدهٔ باشکوه: کوسم محصول سال ۲۰۱۵، شخصیت ماه‌فیروز توسط بازیگر ترک دلارا آک‌سویک به تصویر کشیده شد.

## نگارخانه

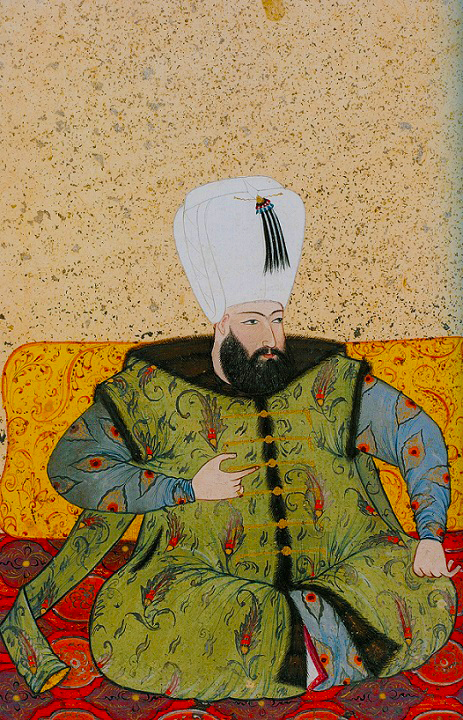
همسرش احمد یکم
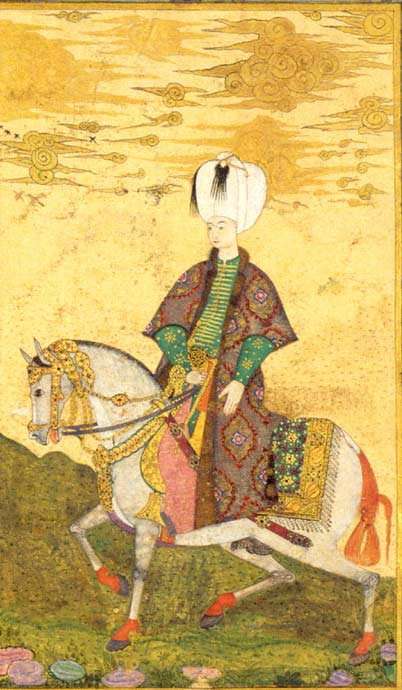
پسرش عثمان دوم.